# مغلطه توسل به فقر
مغالطه توسل به فقر (به لاتین: Argumentum ad lazarum) (به انگلیسی:Appeal to poverty) به معنای دخالت دادن ثروت اندک اشخاص در استدلال است که باعث اشکال در نتیجه‌گیری می‌شود.
از آنجا که میزان ثروت یک شخص نمی‌تواند دلیل اشتباه و صحیح بودن یک استدلال باشد این مغالطه معنا پیدا می‌کند.
میزان ثروت و میزان دانایی و توانایی دلیل‌آوری، موضوعات قابل بحث متفاوتی هستند و نمی‌توان این موضوعات را بصورت کامل ربط داد.
می‌توان برای گفته‌های مربوطه مثال‌های نقیض مطرح کرد که ضد این مغالطه کارایی دارد؛ اگر فقیر بودن دارا بودن ویژگی‌ها شمرده شود باید با استدلال و بیان دلایل به این نتیجه رسید.
الگوی منطقی:
شخص ۱ می‌گوید P درست است.
شخص ۱ بسیار فقیر است.
بنابراین P باید درست باشد.

## نمونه‌ها
نمونه ۱: او تارک دنیا است و آه ندارد که با ناله سودا کند، می‌توانی به او اعتماد کنی.
نمونه ۲:چه کسی می‌تواند حرف این مرد را نپذیرد در حالی که فقیر است و ثروتی در اختیار ندارد.
نمونه ۳:همه شما باید از ارتش شورشی حمایت کنید چونکه در خانه‌های گلی زندگی می‌کنند و غذایی ندارند!
این سه نمونه استدلال را بکناری گذاشته‌اند و نتیجه‌گیری آنان بر پایه فقر افراد پایه‌ریزی شده است.